# قائمة مؤلفات البابا شنودة الثالث
قام البابا شنودة الثالث بكتابة 141 كتاب, و42 قصيدة وشعر. أطلق علي البابا شنودة الثالث ألقاب عديدة تمثلت في معلم الأجيال و شمعة القرن و أثناسيوس القرن العشرين.

## قائمة كتب البابا شنودة الثالث
تنوعت الكتب التي قام بكتابتها ما بين كتب اجتماعية وكتب عن التأمل في الكتاب المقدس وكتب للحياة. كما كانت كتبه تباع بكثرة. وهذه القائمة تضب الكتب التي قام بكتابتها:
| اسم الكتاب                                                                      | تاريخ الصدور   | نوع الكتاب    | ملاحظات                                                                                            |
| ------------------------------------------------------------------------------- | -------------- | ------------- | -------------------------------------------------------------------------------------------------- |
| أبانا الذي في السموات                                                           | 1994م نوفمبر   | تأمل          | انظر الصلاة الربانية                                                                               |
| إدانة الأخرين                                                                   | 1969م 28مارس   |               | |
| أيات للحفظ                                                                      |                |               | |
| أيوب الصديق ولماذا كانت تجربته                                                  | 1963م          | حياة شخص      | |
| الأرواح بين الدين وعلماء الروح                                                  | 2006م مارس     |               | |
| الأسرة الروحية السعيدة                                                          | 2001م يناير    | اجتماعي       | |
| الأنسان الروحي                                                                  | 1992م مايو     |               | |
| التجربة علي الجبل                                                               | 1995م مايو     | تأمل          | انظر التجربة علي الجبل                                                                             |
| التلمذة                                                                         | 1987م يونيو    |               | |
| الحروب الروحية                                                                  | 1992م يوليو    |               | |
| الخدمة الروحية والخادم الروحي الجزء الأول                                       | 1993م نوفمبر   |               | |
| الخدمة الروحية والخادم الروحي الجزء الثاني                                      | 1994م مايو     |               | |
| الخدمة الروحية والخادم الروحي الجزء الثالث                                      | 1994م سبتمبر   |               | |
| الخلاص في المفهوم الأرثوذكسي                                                    | 1987م أغسطس    |               | |
| الدموع في الحياة الروحية                                                        | 1990م يونيو    |               | |
| الذات                                                                           | 2007م مايو     |               | |
| الرجوع إلي الله                                                                 | 1982م أكتوبر   |               | |
| الروح القدس وعمله فينا                                                          | 1991م أغسطس    |               | |
| السهر الروحي                                                                    | 1993م ديسمبر   |               | |
| السيدة العذراء                                                                  | 1996م          | حياة شخص      | انظر السيدة العذراء                                                                                |
| الغضب                                                                           |                |               | |
| الغيرة المقدسة                                                                  | 1991م مايو     |               | |
| القرأن والمسيحية                                                                |                | مقارنة أديان  | |
| الكهنوت                                                                         | 1985م أكتوبر   |               | |
| اللاهوت المقارن الجزء الأول: كيف تم فداء البشر                                  | 1991م نوفمبر   |               | |
| اللاهوت المقارن الجزء الثاني: حول سر الإفخارستيا                                |                |               | |
| اللاهوت المقارن الجزء الثالث: جسد المسيح والجسد السري                           |                |               | |
| اللاهوت المقارن الجزء الرابع: محاربة الناموس والأعمال                           |                |               | |
| اللاهوت المقارن الجزء الخامس: تألية الإنسان الجزء الأول                         |                |               | |
| اللاهوت المقارن الجزء الخامس: تألية الإنسان الجزء الثاني: شركاء الطبيعة الإلهية |                |               | |
| اللاهوت المقارن الجزء السادس: النقد الكتابي                                     |                |               | |
| اللاهوت المقارن الجزء السابع: التجسد والمساواة مع المسيح والآب                  |                |               | |
| الله والإنسان الجزء الأول: الله وكفى                                            | 2004م أغسطس    | تأمل          | |
| الله والإنسان الجزء الثاني: الوجود مع الله                                      | 2004م          | تأمل          | |
| المحبة قمة الفضائل                                                              | 1993م          |               | |
| النعمة                                                                          |                |               | |
| الهدوء                                                                          |                |               | |
| الوجود مع الله الجزء الثاني                                                     |                |               | |
| الوجود مع الله الجزء الثاني                                                     |                |               | |
| الوسائط الروحية                                                                 | 1920م نوفمبر   |               | |
| الوصايا العشر في المفهوم المسيحي الجزء الأول: الوصايا الأربع الأولي             |                | تأمل          | انظر الوصايا العشر                                                                                 |
| الوصايا العشر في المفهوم المسيحي الجزء الثاني: أكرم أباك وأمك                   |                | تأمل          | انظر الوصايا العشر                                                                                 |
| الوصايا العشر في المفهوم المسيحي الجزء الثالث: لا تقتل                          |                | تأمل          | انظر الوصايا العشر                                                                                 |
| الوصايا العشر في المفهوم المسيحي الجزء الرابع: الوصايا الأربع الأخيرة           |                | تأمل          | انظر الوصايا العشر                                                                                 |
| اليقظة الروحية                                                                  | 1991م مارس     |               | |
| انطلاق الروح                                                                    | 1983م          |               | |
| بدع السبتيين الأدفنتست                                                          |                | بدع           | انظر السبتيين                                                                                      |
| بدع حديثة                                                                       | 2006م ديسمبر   | بدع           | |
| بدعة الخلاص في لحظة                                                             | 1967م يونيو    | بدع           | |
| بعض مزامير الغروب                                                               |                | تأمل          | انظر صلاة الغروب                                                                                   |
| تأملات في أحد الشعانين                                                          |                | تأمل          | انظر أحد الشعانين                                                                                  |
| تأملات في أسبوع الآلام                                                          |                | تأمل          | انظر أسبوع الآلام                                                                                  |
| تأملات في أمثال السيد المسيح                                                    |                | تأمل          | |
| تأملات في الجمعة العظيمة                                                        | 1982م إبريل    | تأمل          | انظر الجمعة العظيمة                                                                                |
| تأملات في العظة علي الجبل                                                       | 1996م          | تأمل          | انظر العظة علي الجبل                                                                               |
| تأملات في القيامة                                                               | 1990م إبريل    | تأمل          | انظر قيامة يسوع                                                                                    |
| تأملات في الميلاد                                                               | 1996م نوفمبر   | تأمل          | انظر ميلاد يسوع                                                                                    |
| تأملات في تسبحة البصخة: لك القوة والمجد                                         | 1981م مارس     | تأمل          | انظر تسبحة البصخة                                                                                  |
| تأملات في حياة القديس أنطونيوس                                                  | 1980م          | تأمل          | انظر أنطونيوس                                                                                      |
| تأملات في حياة القديسين يعقوب ويوسف                                             | 1996م يونيو    | تأمل          | انظر يعقوب ويوسف                                                                                   |
| تأملات في سفر الرؤيا                                                            |                | تأمل          | انظر رؤيا يوحنا                                                                                    |
| تأملات في سفر نشيد الأنشاد                                                      | 2002م أغسطس    | تأمل          | انظر سفر نشيد الأنشاد                                                                              |
| تأملات في سفر يونان النبي                                                       | 1971م فبراير   | تأمل          | انظر يونان النبي                                                                                   |
| تأملات في صلاة الشكر والمزمور الخمسين                                           | 1990م فبراير   | تأمل          | انظر صلاة الشكر والمزمور الخمسين                                                                   |
| تأملات في عشرة أعياد                                                            |                | تأمل          | |
| تأملات في مزامير باكر                                                           |                | تأمل          | انظر صلاة باكر                                                                                     |
| تأملات في مزامير وقطع النوم                                                     |                | تأمل          | انظر صلاة النوم                                                                                    |
| تأملات في يوم خميس العهد                                                        | 1982م إبريل    | تأمل          | انظر خميس العهد                                                                                    |
| ثلاث قصص هادفة                                                                  |                | قصة           | |
| ثمر الروح                                                                       | 1996م أكتوبر   |               | |
| حروب الشيطان                                                                    | 1984م أكتوبر   |               | |
| حوار مع الله                                                                    | 1990م          |               | |
| حياة الإيمان                                                                    | 1984م 11سبتمبر |               | |
| حياة التواضع والوداعة                                                           | 2001م يونيو    |               | |
| حياة التوبة والنقاوة                                                            | 1983م يونيو    |               | |
| حياة الرجاء                                                                     | 1991م يوليو    |               | |
| حياة الشكر                                                                      | 1965م          |               | |
| حياة الفضيلة والبر                                                              | 1994م أكتوبر   |               | |
| خبرات في الحياة الجزء الأول                                                     | 1988م سبتمبر   | خبرات للحياة  | |
| خبرات في الحياة الجزء الثاني                                                    |                | خبرات للحياة  | |
| روحانية الصوم                                                                   | 1989م ديسمبر   | تأمل          | |
| سنوات مع أسئلة الناس الجزء الأول                                                |                | أسئلة وإجابات | |
| سنوات مع أسئلة الناس الجزء الثاني                                               |                | أسئلة وإجابات | |
| سنوات مع أسئلة الناس الجزء الثالث                                               |                | أسئلة وإجابات | |
| سنوات مع أسئلة الناس الجزء الرابع                                               |                | أسئلة وإجابات | |
| سنوات مع أسئلة الناس الجزء الخامس                                               |                | أسئلة وإجابات | |
| سنوات مع أسئلة الناس الجزء السادس                                               |                | أسئلة وإجابات | |
| سنوات مع أسئلة الناس الجزء السابع                                               |                | أسئلة وإجابات | |
| سنوات مع أسئلة الناس الجزء الثامن                                               |                | أسئلة وإجابات | |
| سنوات مع أسئلة الناس الجزء التاسع                                               |                | أسئلة وإجابات | |
| سنوات مع أسئلة الناس الجزء العاشر                                               |                | أسئلة وإجابات | |
| سنوات مع أسئلة الناس: الأسئلة الروحية                                           |                | أسئلة وإجابات | تم تجميع جميع الأسئلة الروحية في سلسلة كتب سنوات مع أسئلة الناس ووضعها في هذا الكتاب               |
| سنوات مع أسئلة الناس: أسئلة خاصة بالكتاب المقدس                                 |                | أسئلة وإجابات | تم تجميع جميع الأسئلة الخاصة بالكتاب المقدس في سلسلة كتب سنوات مع أسئلة الناس ووضعها في هذا الكتاب |
| سنوات مع أسئلة الناس: أسئلة لاهوتية وعقائدية الجزء الأول                        | 2001م          | أسئلة وإجابات | تم تجميع جميع الأسئلة اللاهوتية والعقائدية في سلسلة كتب سنوات مع أسئلة الناس ووضعها في هذا الكتاب  |
| سنوات مع أسئلة الناس: أسئلة لاهوتية وعقائدية الجزء الثاني                       |                | أسئلة وإجابات | تم تجميع جميع الأسئلة اللاهوتية والعقائدية في سلسلة كتب سنوات مع أسئلة الناس ووضعها في هذا الكتاب  |
| شخصيات الكتاب المقدس: آدم وحواء - قايين وهابيل                                  |                | سيرة شخص      | انظر آدم وحواء وقايين وهابيل                                                                       |
| شريعة الزوجة في المسيحية وأهم مبادئنا في الأحوال الشخصية                        |                | اجتماعي       | |
| شهود يهوه وهرطقاتهم                                                             |                | بدع           | انظر شهود يهوه                                                                                     |
| صورة الله                                                                       |                |               | |
| طبيعة المسيح                                                                    | 1991م أكتوبر   |               | |
| عشر محاضرات للذين في ضيقات                                                      |                | خبرات للحياة  | |
| عشر مفاهيم                                                                      | 1993م ديسمبر   | خبرات للحياة  | |
| قانون الإيمان                                                                   | 1997م يوليو    | تأمل          | انظر قانون الإيمان                                                                                 |
| قصة جلسة صاخبة في جامعة سلطان الظلام                                            | 2007م مارس     | قصة           | |
| كلمات السيد المسيح علي الصليب                                                   |                | تأمل          | انظر صلب يسوع                                                                                      |
| كلمة منفعة الجزء الأول                                                          | 1980م          | خبرات للحياة  | |
| كلمة منفعة الجزء الثاني                                                         | 1980م          | خبرات للحياة  | |
| كلمة منفعة الجزء الثالث                                                         | 1990م          | خبرات للحياة  | |
| كلمة منفعة الجزء الرابع                                                         |                | خبرات للحياة  | |
| كيف نبدأ عامًا جديدًا                                                             |                | خبرات للحياة  | |
| كيف نعامل الأطفال                                                               | 1992م أغسطس    | اجتماعي       | |
| لاهوت المسيح                                                                    | 1991م مايو     |               | |
| لماذا القيامة                                                                   | 1998م إبريل    |               | انظر قيامة يسوع                                                                                    |
| لماذا نرفض المطهر                                                               | 1988م أكتوبر   |               | |
| مثالية وروحانية الصلاة بالأجبية                                                 | 1998م يوليو    |               | انظر الأجبية                                                                                       |
| مثل في الرعاية: القمص ميخائيل إبراهيم                                           | 1977م مارس     | حياة شخص      | انظر القمص ميخائيل إبراهيم                                                                         |
| محبة المديح والكرامة                                                            |                |               | |
| مخافة الله                                                                      | 1994م فبراير   |               | |
| مختارات من الأدب والحكمة                                                        |                |               | |
| مسابقات الجزء الأول: مسابقات في الكتاب المقدس الجزء الأول                       |                | أسئلة وإجابات | |
| مسابقات الجزء الثاني: مسابقات في الكتاب المقدس الجزء الثاني                     |                | أسئلة وإجابات | |
| مسابقات الجزء الثالث: مسابقات في التاريخ المسيحي وسير القديسين                  | 1998م نوفمبر   | أسئلة وإجابات | |
| مسابقات الجزء الرابع: مسابقات في اللاهوت والعقيدة                               |                | أسئلة وإجابات | |
| مسابقات الجزء الخامس: مسابقات في الفضائل والخطايا                               |                | أسئلة وإجابات | |
| مسابقات الجزء السادس: مسابقات متنوعة الجزء الأول                                |                | أسئلة وإجابات | |
| مسابقات الجزء السابع: مسابقات متنوعة الجزء الثاني                               |                | أسئلة وإجابات | |
| مصطلحات ورموز في الكتاب المقدس                                                  |                | قاموس         | |
| معالم الطريق الروحي                                                             | 1989م ديسمبر   |               | |
| مقالات روحية نشرت في جريدة الجمهورية                                            | 1985م نوفمبر   |               | المقالات التي كتبت في الكتاب تعود لعامي 1971 و1972                                                 |
| من هو الإنسان                                                                   | 1995م ديسمبر   |               | |
| من وحي الميلاد                                                                  |                |               | |
| منهج روحي متكامل في رومية 12                                                    |                |               | انظر الرسالة إلي أهل روميا                                                                         |
| موسى وفرعون                                                                     |                | حياة شخص      | انظر موسى وفرعون وخروج بني إسرائيل                                                                 |
| ناظر الإله الإنجيلي مرقس الرسول القديس و الشهيد                                 | 1968م          | حياة شخص      | انظر مار مرقس                                                                                      |
| يا رب لا تبكتني                                                                 |                | تأمل          | كتب من المزمور السادس                                                                              |
| يا رب لماذا                                                                     | 1986م          | تأمل          | كتب من المزمور الثالث                                                                              |
| يستجيب لك الرب                                                                  | 1981م          | تأمل          | كتب من المزمور العشرين                                                                             |

## قائمة قصائد وأشعار البابا شنودة الثالث
| اسم القصيدة أو الشعر            | عام الصدور        | مضمون القصيدة                                                      | ملاحظات |
| ------------------------------- | ----------------- | ------------------------------------------------------------------ | --- |
| ذلك الثوب                       | 1946م             | الأفكار التي ربما كانت تجول في ذهن يوسف عندما أمسكت سيدته بثوبه    | تعرف أيضاً بقصيدة هوذا الثوب خذيه |
| غريب                            | 1946م             | الرهبنة والحياة في الدير                                           | تعرف أيضاً بقصيدة غريبًا عشت في الدنيا |
| أبواب الجحيم                    | 1946م             | الكنيسة                                                            | |
| أبطال                           | 1947م             | الذين تركوا حياتهم الطبيعية وذهبوا للرهبنة                         | |
| هذه الكرمة                      | 1948م             | صلاة                                                               | |
| وماذا بعد هذا                   | 1948م             | حب المال والرفاهية                                                 | مستوحاة من قصة الغني الغبي وسفر الجامعة |
| الأمومة                         | 1949م             | أختيار الحياة مع الله أو مع الشيطان                                | تعرف أيضاً بقصيدة نام في أمن |
| من ألحان باراباس                | 1949م             | الأفكار التي ربما كانت تجول في ذهن باراباس بعد صلب المسيح بدلاً منه | تعرف أيضاً بقصيدة أنت لم تنصت |
| أنا يا نجم غريب ههنا            | 1950م             | ميلاد السيد المسيح                                                 | تعرف أيضاً بقصيدة أيها النجم |
| قم                              | 1951م             | صلب السد المسيح                                                    | تعرف أيضاً بقصيدة قم حطم الشيطان |
| وأب أنت                         | 1951م 28 سبتمبر   | حبيب جرجس                                                          | أُلقيت في حفلة التأبين التي أقامتها اللجنة العليا لمدارس الأحد في يوم الأربعين لوفاة حبيب جرجس تعرف أيضاً بقصيدة هذه تقواك |
| أغلق الباب                      |                   | الصلاة في وحدة                                                     | |
| سائح                            | 1954م أوائل يوليو | الرهبان الذين يعيشون في الصحراء من أجل العبادة                     | تعرف أيضاً بقصيدة أنا في البيداء وحدي |
| في جنة عدن                      | 1954م أواخر يوليو | حياة آدم وحواء في جنة عدن                                          | تعرف أيضاً بقصيدة تعالى الله مولانا مسرحية شعرية |
| من تكون                         | 1960م             | ترك الحياة العادية والذهابل للعبادة في وحدة                        | قام البابا شنودة الثالث بكتابتها عندما كان في وحدة في مغارة |
| همسة حب                         | 1961م             | ترك الحياة العادية والذهاب للعبادة في وحدة                         | قام البابا شنودة الثالث بكتابتها عندما كان في وحدة في مغارة تعرف أيضاً بقصيدة قلبي الخفاق |
| تائه في غربة                    | 1961م             | عدم الأهتمام بالحياة والأهتمام بالعبادة                            | قام البابا شنودة الثالث بكتابتها عندما كان في وحدة في مغارة تعرف أيضاً بقصيدة يا صديقي |
| كيف أنسي                        | 1962م             | ترك الحياة والذهاب للعبادة                                         | |
| أبيات عن شمشون وهو يجر الطاحونة |                   | شمشون                                                              | |
| أبيات عن مريم ومرثا             |                   | مريم ومرثا                                                         | |
| للكون إله                       |                   | الله                                                               | |
| بللت فراشي                      |                   | الندم عن الخطية                                                    | |
| ما حياتي كيف صرت                | 2007م 14 نوفمبر   | مضي الحياة                                                         | ألقاها البابا شنودة الثالث في أحد أعياد رسامته قالها البابا شنودة وهو يتذكر ماضيه وكيف تغير حياته |
| أحبك يا رب في خلوتي             | 2008م يوليو       | حب الرب                                                            | قام البابا شنودة بكتابتها خلال فترة مرضه الأخيرة |
| حرمت الجبال                     | 2008م سبتمبر      | أشتياق للعبادة في الصحراء                                          | قام البابا شنودة بكتابتها خلال فترة مرضه الأخيرة قالها البابا شنودة لإشتياقه للعبادة في وحدة في الصحراء |
| يا إلهي                         | 2008م 8 أغسطس     | الرب                                                               | قام البابا شنودة بكتابتها خلال فترة مرضه الأخيرة |
| حنانك يا رب                     | 2008م سبتمبر      | حنان الله                                                          | |
| إن جاع عدوك إطعمه               | 2009م يناير       | محبة الأعداء                                                       | |
| ضاع منا كل مجد                  | 1946م             | مخالفة تعاليم المسيح                                               | نشرت في مجلة الكرازة. السنة السادسة والثلاثون، الجمعة 25 إبريل 2008. العددان 13 و14 تحت عنوان: "في الأحوال الشخصية": "ألقينا هذه الأبيات في مؤتمر عن الأحوال الشخصية سنة 1946 في قصيدة طويلة نشر بعضها في مجلة مدارس الأحد في إبريل 1947 في أول عدد للمجلة. |
| عند أقدامك أجثو                 |                   | طلب المعونة من الله                                                | |
| أحقًا نحن أحياء                  |                   |                                                                    | هذه القصيدة كتبها البابا شنوده عندما كان "صغيرًا" حسبما ذكر. ولكن في الأغلب لم ينشرها ولم يلقيها في أي من المناسبات. بل ذكرها مرات قليلة في كتبه مثل كتاب لماذا القيامة وكتاب الإنسان الروحي.                                                                |
| لي طريق مفرد أحببته             |                   |                                                                    | |
| أبيات: قام المسيح               |                   | قيامة المسيح                                                       | |
| في حب مصر                       |                   | حب مصر                                                             | |
| أحقًا كان لي أم فماتت            |                   |                                                                    | |
| الجغرافيا                       | 1944م             | الجغرافيا                                                          | ألقاها نظير جيد وهو طالب في السنة الأولى بكلية الآداب شعر فكاهي |
| قد كنت في غربة                  | 1944م             |                                                                    | ألقاها نظير جيد وهو طالب في السنة الأولى. بعد أن دُعي لأجتماع سياسي. ثم لم يلبث أن شعر أن هذا لا يتفق مع مثالياته الدينية شعر فكاهي |
| يعملوني عميد                    | 1945م             | عميد الكلية                                                        | ألقاها نظير جيد وهو طالب في السنة الثانية بكلية الآداب في حفل تكريم العميد شعر فكاهي |
| يا من ستتركنا                   | 1946م             | التخرج                                                             | ألقاها نظير جيد وهو طالب في السنة الثالثة بكلية الآداب في حفل توديع طلبة السنة النهائية |
| يا تراب الأرض                   |                   | تذكير بأن الإنسان تراب                                             | |
| مشاعر                           |                   |                                                                    | |
| ما حياتي غير أمس عابر           |                   | مرور الأيام                                                        | |